# 史氏中喙鯨
史氏中喙鯨（學名Mesoplodon stejnegeri）旧称史坦氏喙鲸，又称北太平洋喙鲸。最初在1885年時，由美國國家博物館（United States National Museum，現今隸屬於史密森學會）館長Leonhard Stejneger發表。當時僅在白令島發現一具頭骨，其後將近100年間沒有任何關於其存在的證據被提出。自1970年代末期開始，一些對史氏中喙鯨感到興趣的博物館科學家開始調查在日本與阿留申群島積累的擱淺記錄，其中最引人注目的是1994年，有4頭成年雌鯨在阿留申群島的艾達克島（Adak Island）集體擱淺，由於其屍體未腐壞，提供了研究其外觀與生物學資料的機會。史氏中喙鯨有時又稱為白令海中喙鯨（Berng Sea Beaked Whale）和白令海喙鲸，牠們可能是生存於北太平洋的中喙鯨中，分布範圍最北的一種，其分布可能不僅止白令海周圍。牠們的牙齒外露的部分比其他中喙鯨來得大，僅次於長齒中喙鯨，也因此史氏中喙鯨有時又稱軍刀齒中喙鯨（Saber-toothed Whale）和军刀齿喙鲸。

## 基本資料
其他俗名：
- 英：North Pacific Beaked Whale
- 法：MÉSOPLODON DE STEJNEGER
- 西：BALLENA DE PICO DE STEJNEGER、ZIFIO DE STEJNEGER
- 俄：komandorski remzub、remzub Stejnegera、malyi plavun
- 阿留申群島：kigan-agaliusiak
- 印第安馬考族：kvov-kvov-e-akht-le

出生時身長體重：2.1-2.3m、體重未知
最大身長體重紀錄：雄-5.25m、雌-5.5m；體重未知
壽命：未知

## 外型特徵
史氏中喙鯨的身軀長，和其他中喙鯨一樣往兩端漸細。與其他中喙鯨相較之下，其額隆顯得扁平，以平緩的坡度連接中等長度的尖嘴喙。鐮刀狀的背鰭位於背部中央後方。嘴部曲線至後半平滑地上翹，形成明顯的弓形。成年雄鯨有2顆扁平的大型牙齒，突出的位置大約在弓形下顎的軸心位置，距吻尖約20公分，前傾且略微向內側彎折。
無論雌雄體色皆為灰至黑色，頭部表面呈暗灰褐色（形成所謂的「帽子」）；此深色區域延伸至眼睛後方，使其外觀像戴著面罩。體色似乎會隨年齡增長而加深，年老個體無論是頭頂的「帽子」與「胸鰭窩」（flipper pocket，說明見劍吻鯨科）皆呈更深的灰色。尾鰭反面（至少雌鯨如此）有淺灰或白色的斑紋，在尾鰭後緣呈輻射狀分布（稱之為星爆starburst），會隨年齡加深。身上常有白或淺色的圓形、橢圓形傷痕，為雪茄鮫的咬痕，多集中在身體後半，且密度隨年齡增加而加深。在沒有雪茄鮫出沒的日本海，該海域的個體似乎沒有這些傷痕。雌鯨身上很少帶有長條傷痕或牙齒造成的切痕，成年雄鯨則常被其覆蓋。

## 分布
史氏中喙鯨分布於北太平洋與白令海西南部的亞北極與涼溫帶海域，也包括日本海與鄂霍次克海在內，阿拉斯加與阿留申群島可能是分布中心。擱淺記錄最南至日本的宮城縣與美國的加州。雖然牠們又稱作白令海中喙鯨，但似乎只在南部邊緣出沒，而不會深入白令海域。冬、春季時是日本海域的擱淺高峰期，顯示牠們可能會遷徙。在阿留申群島附近族群身上發現有雪茄鮫咬痕的存在，推測牠們的分布南限可能達該種鯊魚眾多的暖溫帶海域。史氏中喙鯨主要在水深750至1,000公尺的大陸坡海域目擊到。

## 習性
史氏中喙鯨會組成3、4頭至15頭的群體，旅行時會緊密聚集至接近緊鄰的程度，顯示群體間有很強的凝聚力。由1次4頭成年雌鯨的集體擱淺記錄推測，牠們可能因年齡、性別而有部分分隔存在。在檢驗成年雄鯨頭骨時，曾發現骨折癒合的痕跡，特別是在下顎，加上常遍布體表的長條傷痕，顯示牠們會彼此爭鬥，可能是為了接近雌鯨。

## 生殖
顯然地，部分史氏中喙鯨幼鯨在春季（3至5月）時於日本本州中部外海出生。測量在阿拉斯加擱淺雌鯨腹中的胚胎長度，科學家推測生產期可能在4、5月或9月。

## 食性
由史氏中喙鯨的胃內容物中發現中深層海域的魷魚，多屬手鈎魷科與Grachiidae這2個科。這2大類魷魚沒有日週期性的垂直遷徙，所以史氏中喙鯨大都在固定的深度覓食。由於牠們的覓食方式是吮吸，有時會吸到其他垃圾碎片，包括塑膠袋等。

## 現狀
史氏中喙鯨以往在日本會在漁民捕捉柯氏喙鯨時一併被捕殺。在北美西海岸外海，牠們有時會陷入捕捉劍魚和鯊魚的流刺網中。由於沒有任何關於其數量的資料，無法判斷牠們是否有滅絕的危險。